# Рагби 15 репрезентација Колумбије
Рагби јунион репрезентација Колумбије је рагби јунион тим који представља Колумбију у овом екипном спорту. Рагби су у Колумбију донели Французи у првој половини 20. века. Ипак први званичан тест меч рагби јунион репрезентација Колубије одиграла је тек 1996. против Мексика, било је нерешено 10-10. Најубедљивију победу Колумбија је остварила 2014. против Еквадора, било је 112-0. Најтежи пораз, Колумбија је доживела 2004. када ју је Рагби јунион репрезентација Бразила декласирала са 74-0.

## Тренутни састав
Јилмар Лопера Запат
Брајан Кампино Риаскос
Оскар Фореро Фандино
Хое Посада
Хуан Пабло Агуелдо
Хуан Навиа
Андрес Аранго
Карлос Лопез
Хосе Мануел Диоса
Хесус Целис
Камило Кадавид
Пабло Лемионе
Емануел Бедоја
Хуан Памплона
Себастиан Мејла - капитен
Сантијаго Мејла
Герсон Ортиз
Јохан Ларота
Андрес Квинтеро
Мануел Кореа
Жеидер Пемберти